# هولت ۴۴۳۵
سیارک ۴۴۳۵ (به انگلیسی: 4435 Holt، نامگذاری:1983AG2) چهار هزار و چهارصد و سی و پنجمین سیارک کشف شده‌است که در ۱۳ ژانویه ۱۹۸۳ کشف شد.
قدر مطلق سیارک برابر ۱۳٫۲۰ است.